# Gorzyczany
Gorzyczany is een plaats in het Poolse district  Sandomierski, woiwodschap Święty Krzyż. De plaats maakt deel uit van de gemeente Samborzec en telt 590 inwoners.